# Joan Salord Torrent
Joan Salord Torrent (Ciutadella, Menorca, 26 de desembre de 1948) és un empresari i polític menorquí, diputat al Congrés dels Diputats en la VII i VIII Legislatures.
És fill de l'advocat Joan Salord Comella i de Filomena Torrent, i net de l'empresari Juan Torrent Torres. Estudià Ciències Econòmiques a la Universitat de Barcelona i ha estat conseller delegat de les empreses de joieria i bijuteria "Juan Valera. S.A." i "Manufacturas Industriales Menorquinas, S.L.", així com president d'Agrame.
A les eleccions municipals espanyoles de 1979 fou escollit regidor de Ciutadella dins les llistes de la Unió de Centre Democràtic. Després de l'ensulsiada del partit ingressà al Partit Popular, del quan n'ha estat vocal del comitè executiu de les Illes Balears i de Menorca.
Fou elegit diputat per Menorca a les eleccions generals espanyoles de 2000 i 2004. Formà part de la comissió de seguiment dels acords del Pacte de Toledo i es va fer famós perquè es va equivocar en la votació dels pressupostos generals de l'Estat per a 2007, pitjant la tecla del SI.